# Lantic
Lantic [lɑ̃tik] est une commune française située dans le département des Côtes-d'Armor en région Bretagne.

## Géographie

### Hydrographie
Pour un article plus général, voir Réseau hydrographique des Côtes-d'Armor.
La commune est située dans le bassin Loire-Bretagne. Elle est drainée par l'Ic et le Kerguidoué,.
L'Ic, d'une longueur de 17 km, prend sa source dans la commune de Plouvara et se jette  dans la Manche à Binic-Étables-sur-Mer, après avoir traversé sept communes.  Les caractéristiques hydrologiques de l'Ic sont données par la station hydrologique située sur la commune de Binic-Étables-sur-Mer. Le débit moyen mensuel est de 0,605 m3/s. Le débit moyen journalier maximum est de 9,19 m3/s, atteint lors de la crue du 3 octobre 2020. Le débit instantané maximal est quant à lui de 17 m3/s, atteint le même jour.

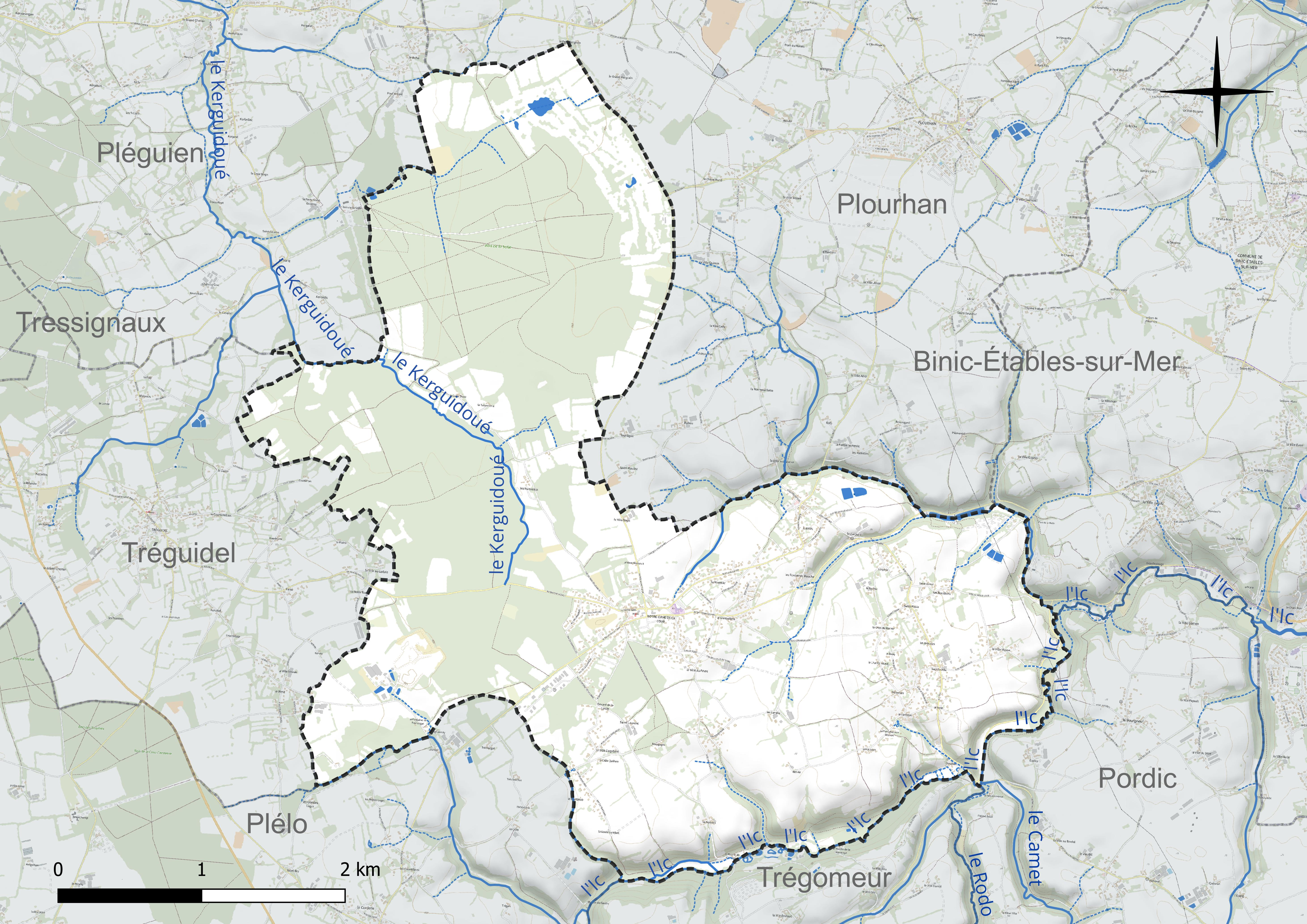
Réseau hydrographique de Lantic.

Le Kerguidoué, d'une longueur de 21 km, prend sa source dans la commune  et se jette  dans le Leff à Tréméven, après avoir traversé sept communes. 

### Climat
Pour des articles plus généraux, voir Climat de la Bretagne et Climat des Côtes-d'Armor.
En 2010, le climat de la commune est de type climat océanique franc, selon une étude du CNRS s'appuyant sur une série de données couvrant la période 1971-2000. En 2020, Météo-France publie une typologie des climats de la France métropolitaine dans laquelle la commune est exposée à un climat océanique et est dans la région climatique  Finistère nord, caractérisée par une pluviométrie élevée, des températures douces en hiver (6 °C), fraîches en été et des vents forts. Parallèlement l'observatoire de l'environnement en Bretagne publie en 2020 un zonage climatique de la région Bretagne, s'appuyant sur des données de Météo-France de 2009. La commune est, selon ce zonage, dans la zone « Intérieur », exposée à un climat médian, à dominante océanique.
Pour la période 1971-2000, la température annuelle moyenne est de 11,1 °C, avec  une amplitude thermique annuelle de 10,9 °C. Le cumul annuel moyen de précipitations est de 771 mm, avec 12,7 jours de précipitations en janvier et 6,6 jours en juillet. Pour la période 1991-2020, la température moyenne annuelle observée sur la station météorologique la plus proche, située sur la commune de Trémuson à 9 km à vol d'oiseau, est de 11,4 °C et le cumul annuel moyen de précipitations est de 757,3 mm,. Pour l'avenir, les paramètres climatiques de la commune estimés pour 2050 selon différents scénarios d’émission de gaz à effet de serre sont consultables sur un site dédié publié par Météo-France en novembre 2022.

## Urbanisme

### Typologie
Au 1er janvier 2024, Lantic est catégorisée bourg rural, selon la nouvelle grille communale de densité à 7 niveaux définie par l'Insee en 2022.
Elle est située hors unité urbaine. Par ailleurs la commune fait partie de l'aire d'attraction de Saint-Brieuc, dont elle est une commune de la couronne,. Cette aire, qui regroupe 51 communes, est catégorisée dans les aires de 200 000 à moins de 700 000 habitants,.

## Toponymie
Le nom de la localité est attesté sous les formes Lannidic en 1198, Parrochia de Lannitich en 1233, Lannitic en 1266, Lanitic en 1369, Lannitic en 1428, 1437 et en 1464, Lannetic en 1477, Lannitic en 1480 et en 1513, Lanedic en 1537, Lennitic en 1543, Landic en 1607, Lantic en 1607 et en 1669.
Lantic est à l'origine un dérivé du breton Lanned ic, en référence aux landes qui sont nombreuses sur la commune ou à un ermitage (cf. lan), et à la rivière Ic qui traverse le territoire de la commune.
Attesté en breton sous la forme Lañtig.

## Histoire
Une curiosité à signaler : au début du XXe siècle, Lantic a été bouleversé dans sa topographie urbaine par la construction d'une nouvelle mairie et d'un important bâtiment scolaire de sorte qu'il ne reste au « Bourg » que l'église entourée du cimetière, et le village de « Notre Dame de la Cour » où ne se trouvait que l'église éponyme est devenu le centre d'activité de la commune où se sont développés les commerces et diverses activités.

## Politique et administration
| Période                                  | Période    | Identité            | Étiquette          | Qualité                       |
| ---------------------------------------- | ---------- | ------------------- | ------------------ | ----------------------------- |
| Les données manquantes sont à compléter. |            |                     |                    |                               |
| avant 1932                               | après 1941 | Pierre Battas       | UN                 |                               |
| avant 1949                               | mars 1959  | M. Cordillet        |                    |                               |
| mars 1959                                | mars 1971  | Jean Connan         |                    |                               |
| mars 1971                                | mars 1977  | Pierre Gauffeny     | Gaulliste          | Agriculteur retraité          |
| mars 1977                                | mars 1983  | Philippe Bouliou    | RPR                | Agriculteur                   |
| mars 1983                                | mars 1989  | François Richomme   | Union de la gauche |                               |
| mars 1989                                | mars 2008  | Pierre Gauffeny     | DVD                | Enseignant en lycée technique |
| mars 2008                                | En cours   | Christian Le Maître | DVG                | Agriculteur                   |

## Démographie
| 1793  | 1800 | 1806  | 1821  | 1831  | 1836  | 1841  | 1846  | 1851  |
| ----- | ---- | ----- | ----- | ----- | ----- | ----- | ----- | ----- |
| 1 062 | 998  | 1 030 | 1 175 | 1 242 | 1 292 | 1 312 | 1 421 | 1 425 |

| 1856  | 1861  | 1866  | 1872  | 1876  | 1881  | 1886  | 1891  | 1896  |
| ----- | ----- | ----- | ----- | ----- | ----- | ----- | ----- | ----- |
| 1 404 | 1 138 | 1 517 | 1 275 | 1 264 | 1 240 | 1 287 | 1 274 | 1 235 |

| 1901  | 1906  | 1911  | 1921 | 1926 | 1931 | 1936 | 1946 | 1954 |
| ----- | ----- | ----- | ---- | ---- | ---- | ---- | ---- | ---- |
| 1 215 | 1 048 | 1 053 | 946  | 893  | 860  | 852  | 804  | 795  |

| 1962 | 1968 | 1975 | 1982 | 1990  | 1999  | 2006  | 2011  | 2016  |
| ---- | ---- | ---- | ---- | ----- | ----- | ----- | ----- | ----- |
| 740  | 725  | 722  | 940  | 1 075 | 1 117 | 1 399 | 1 598 | 1 656 |

| 2021  | 2022  | - | - | - | - | - | - | - |
| ----- | ----- | - | - | - | - | - | - | - |
| 1 771 | 1 799 | - | - | - | - | - | - | - |

## Lieux et monuments
- La chapelle Notre-Dame-de-la-Cour est un bel édifice du XVe siècle, voûté de pierre. Elle a été érigée sur le désir de Guillaume de Rosmadec, et son tombeau en kersanton repose dans le chœur, portant l'inscription : « Ci-gît le corps de deffunt Guillaume de Rosmadec, chevalier de l'ordre du Roy, vicomte de Mayneuf, Saint-Didier, chastelain de Buhen, gouverneur de Vitré. Seigneur supérieur et fondateur de ceste église. Décédé le 5 avril l'an MDCVIII [1608].»[21].

Le chœur de l'édifice est d'origine ainsi que sa voûte et son vitrail. Ce vitrail du XVe siècle représente la vie de la Vierge en 18 tableaux. Seul un autre vitrail de l'aile droite est aussi d'époque (saint Nicolas de Tolentino).

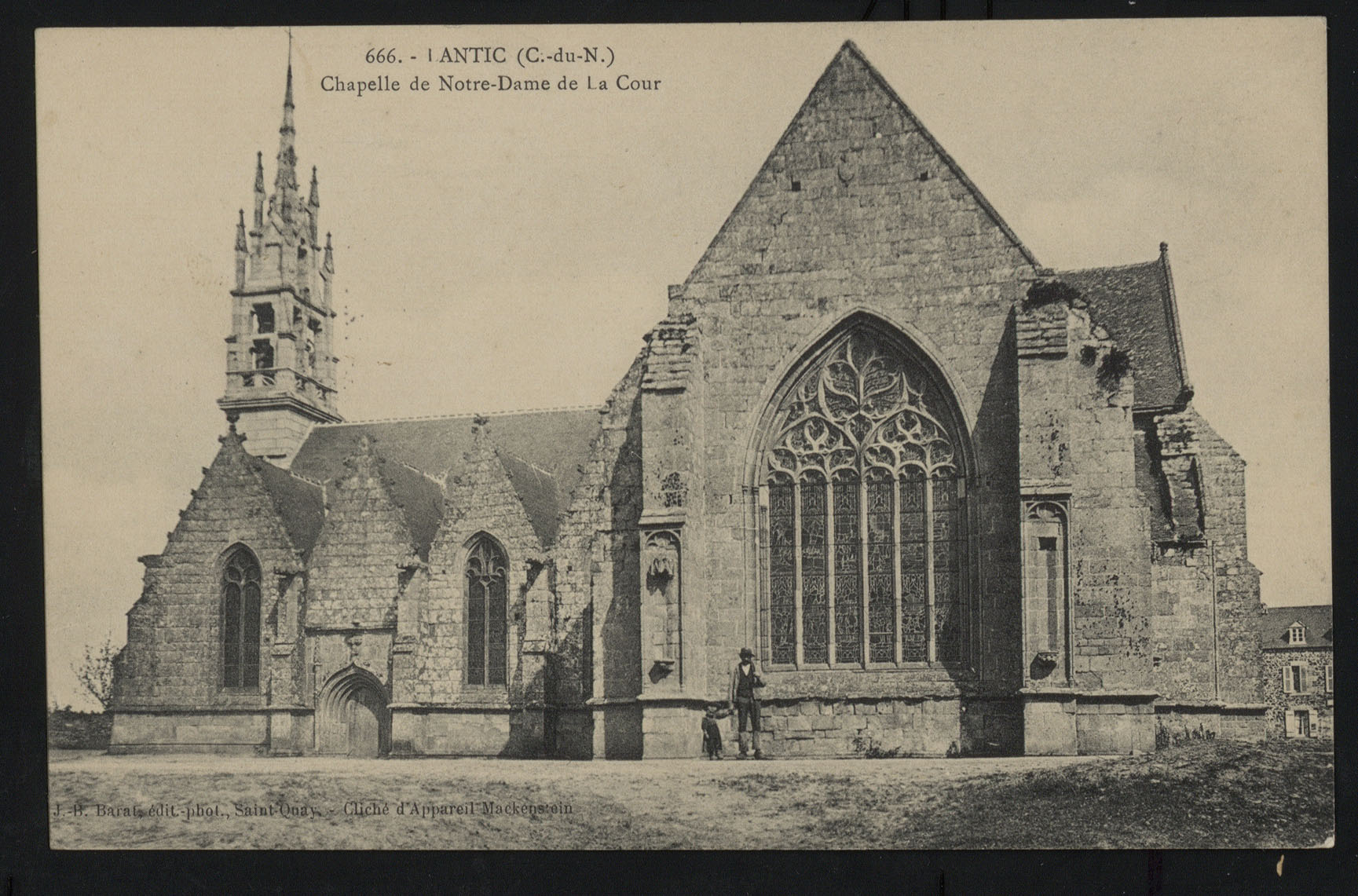
Chapelle Notre-Dame de La Cour (début XXe siècle)
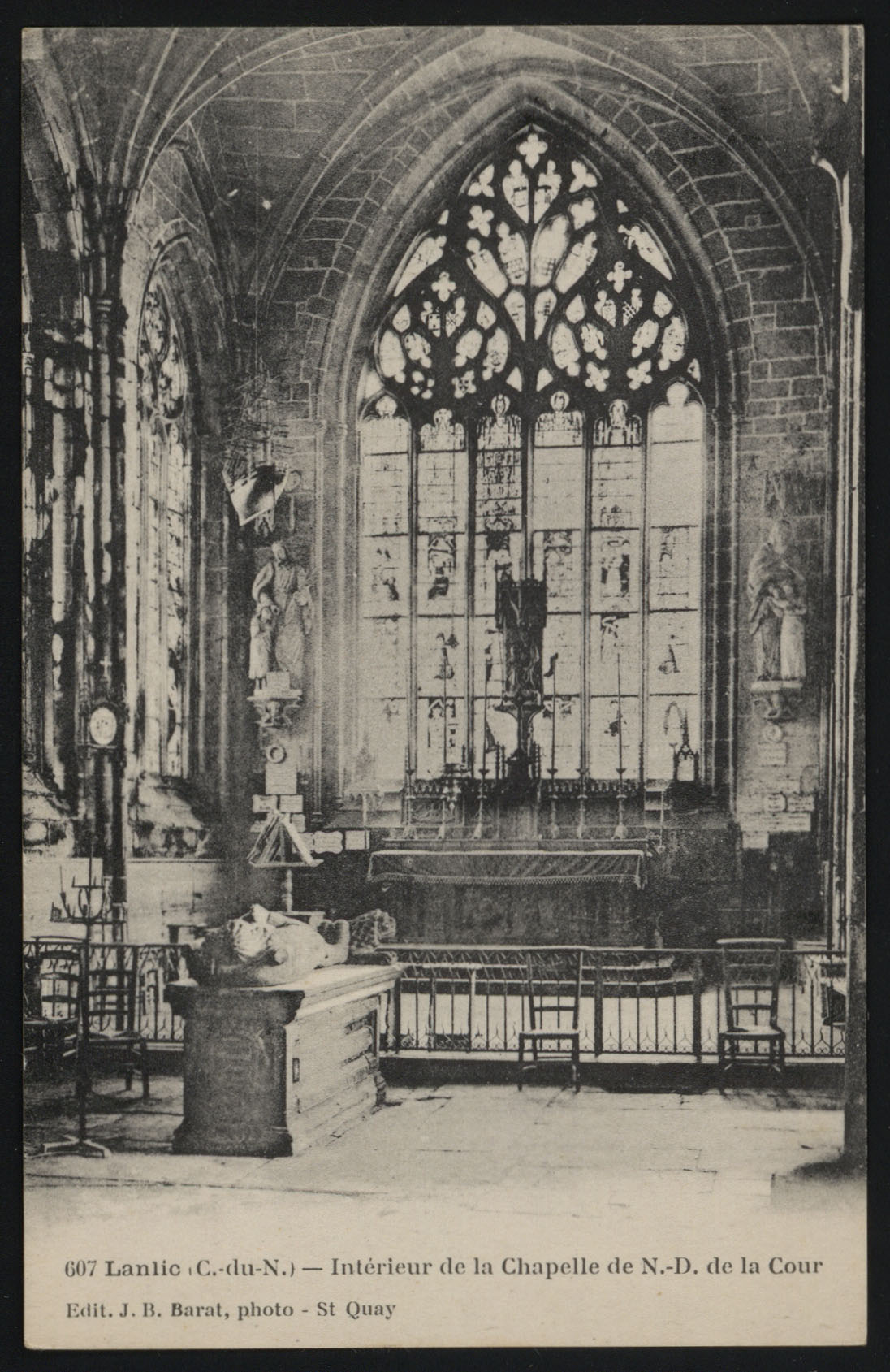
Intérieur de la chapelle Notre-Dame de la Cour (début XXe siècle)
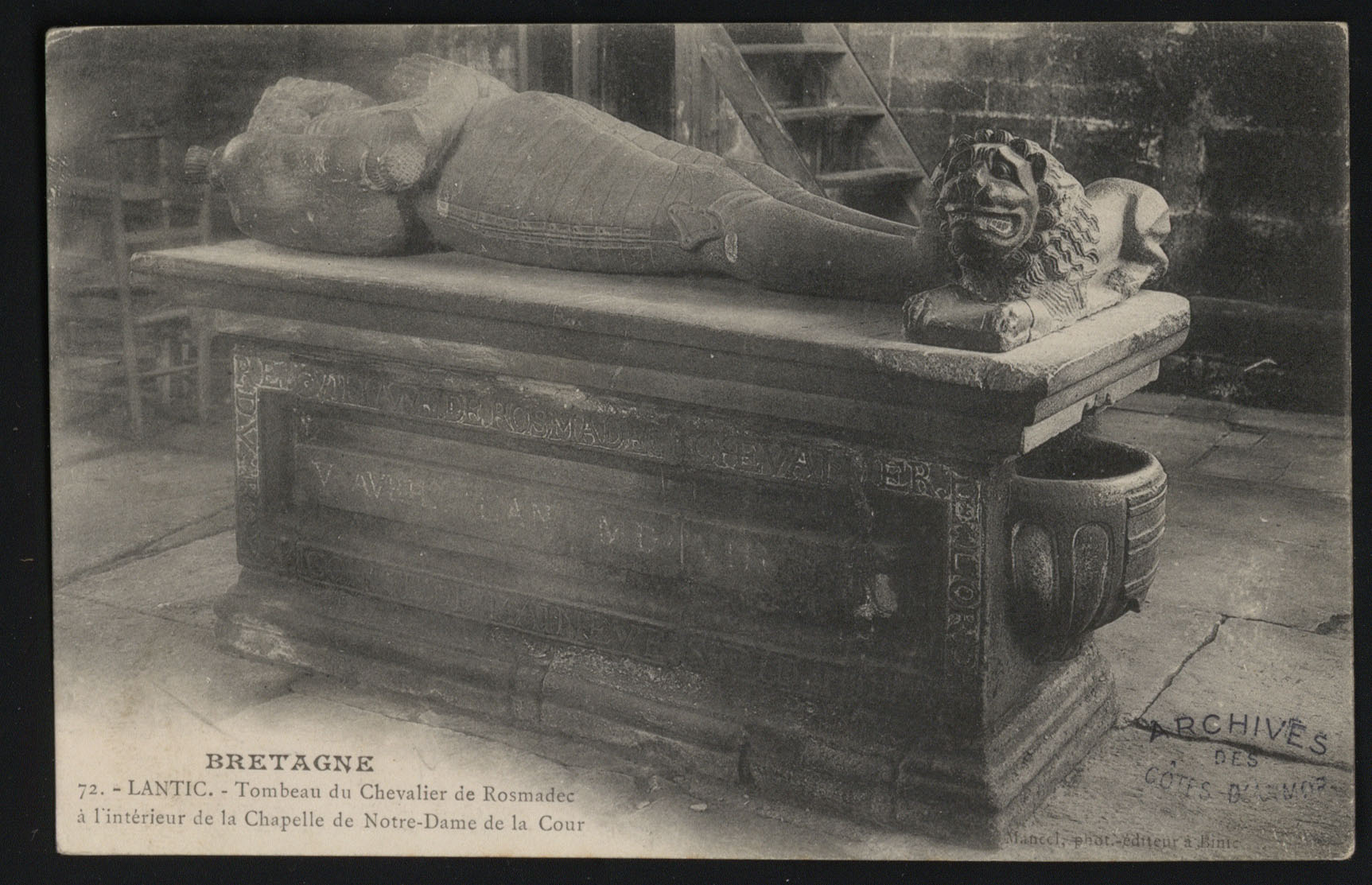
Tombeau de Guillaume de Rosmadec (début XXe siècle)

- Calvaire
- Monument aux morts
- L'église Saint-Oswald

## Personnalités liées à la commune
- Julien-Charles-Gédéon Geslin de Bourgogne, né en 1764 à Lantic, historien, maire de Saint-Brieuc de 1823 à 1830.
- Henri de Tréveneuc, né à Lantic en 1815, homme politique, député et sénateur des Côtes-du-Nord
- Fernand Joseph Chrestien de Tréveneuc, né à Lantic en 1824, député du FInistère
- Loïc Etevenard, journaliste à l'émission Thalassa (France 3).